# Gymnase André-Dubruc
La salle André Dubruc est une salle et un gymnase situé à Montbrison dans la Loire. 
Elle accueille depuis 2023 les rencontres des équipes du club de Basket-ball du BCM ainsi que du BCMF.

## Localisation
Le gymnase est situé au sein du complexe sportif de Beauregard à Montbrison et est voisin du gymnase Soleillant ainsi que de la piscine municipale d'Aqualude dans le jardin d'Allard.

## Historique et organisation
André Dubruc fut le fondateur du BCM.
Longtemps utilisé pour divers sports comme la danse ou la gymnastique, la salle Dubruc est également destinée à la  pratique du sport scolaire. Il est décidé de la rénovation du gymnase et de sa salle de principale afin d’accueillir le Basket Club Montbrisonnais masculin et féminin pour passer de 600 à 1000 places. Les travaux commencent en 2022 et sont achevés pour le début de saison 2023. Le gymnase se dote de tribunes avec des sièges aux couleurs du club et de la ville, de nombreuses salles du gymnase sont rénovées et des panneaux publicitaires ajoutés. Les travaux auraient au total couté un peu plus de deux millions d'euros.

### Tribunes et surface de jeu
En plus des multiples salles de danse, de contrôle antidopage et des vestiaires domiciles, extérieurs et arbitres, deux tribunes permettent l'accueil d'environ 1 000 personnes. Le parquet est flambant neuf et de grande qualité.